# إنغريد كريمر
إنغريد كريمر (بالألمانية: Ingrid Krämer-Gulbin) (Ingrid Krämer) هي لاعبة أولمبية لرياضة غطس من ألمانيا. شاركت في الأولمبياد الصيفي في 1960–1964، وفازت بما مجموعه 4 ميداليات.

## الميداليات
| ذهب | فضة | برونز | المجموع |
| 3   | 1   | 0     | 4       |

## روابط خارجية
- إنغريد كريمر على موقع الاتحاد الدولي للسباحة (الإنجليزية)
- إنغريد كريمر على موقع قاعة مشاهير السباحة العالمية (الإنجليزية)
- إنغريد كريمر على موقع اللجنة الأولمبية الدولية (الإنجليزية)
- إنغريد كريمر على موقع أوليمبيديا (الإنجليزية)